# La coronación de espinas (Van Dyck, Madrid)
La coronación de espinas es un cuadro del pintor Anton van Dyck, realizado cerca de 1620, que se encuentra en el Museo del Prado. Rubens lo poseyó, pasando a la colección de Felipe IV posteriormente y de allí al museo en 1839.

## El tema

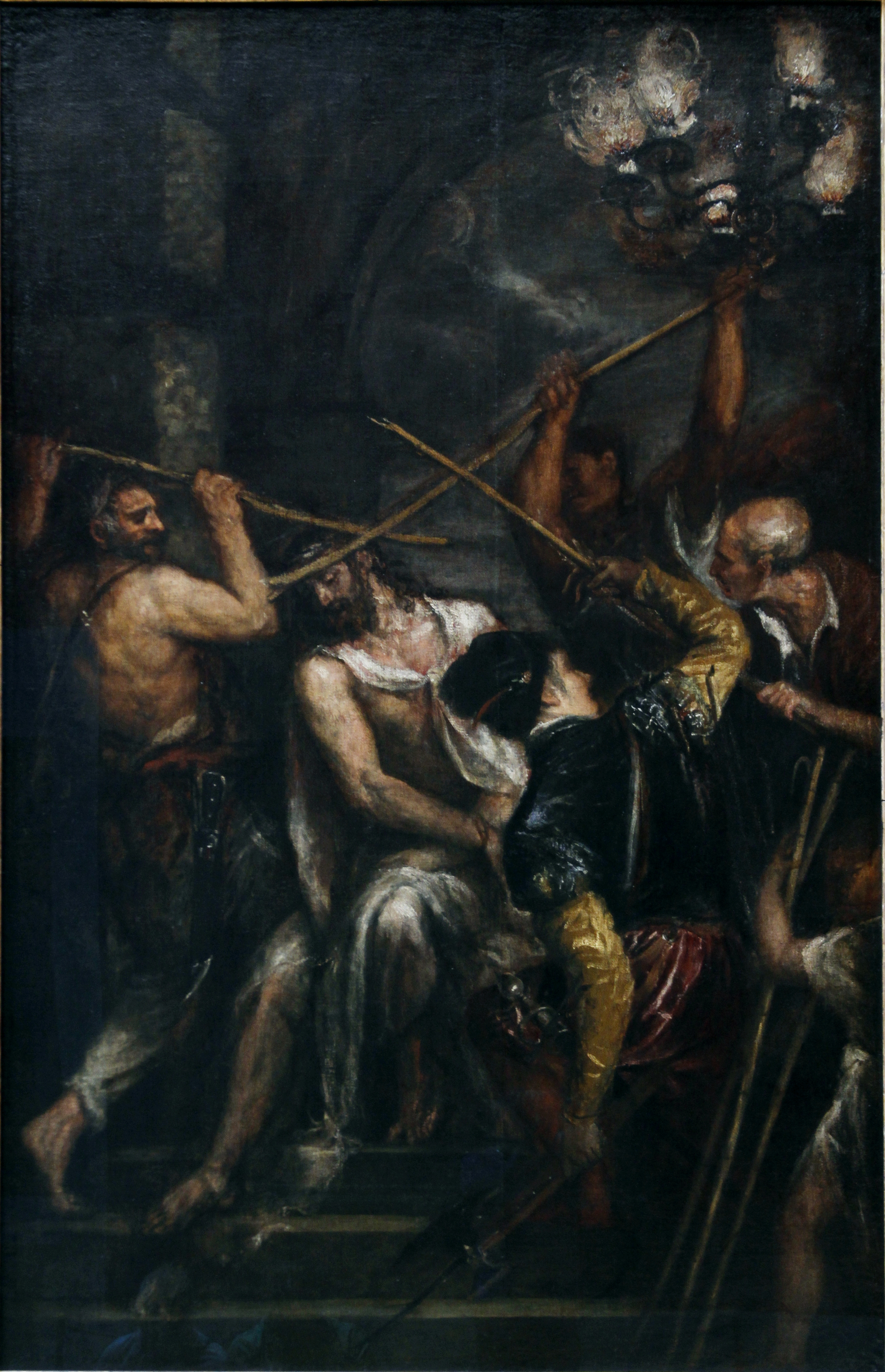
Cristo coronado de espinas, 1576, Tiziano.

Tomado del Nuevo Testamento, el tema se describe en los evangelios de Mateo (Mateo 27.29) y Marcos (Marcos 15:17) y a pesar de su brevedad en los relatos canónicos, tuvo una gran difusión en las artes, siendo representado por El Bosco, Tiziano o Caravaggio.

## Descripción de la obra
Con Jesús en el eje de la obra, una serie de soldados judíos hacen escarnio de Cristo, vistiéndole con una túnica que simula su realeza y coronándole con una corona de espinas, mientras a sus pies un perro demuestra una pose agresiva. El soldado que coloca la corona es el único vestido con una armadura de la época del pintor.